# Aplomya conglomerata
Aplomya conglomerata är en tvåvingeart som först beskrevs av Walker 1859.  Aplomya conglomerata ingår i släktet Aplomya och familjen parasitflugor. Inga underarter finns listade i Catalogue of Life.